# Pál Szalóczy
Pál Szalóczy (* 15. listopadu 1945 Budapešť) je maďarský novinář, reportér, rozhlasový a televizní hlasatel. Jeho charakteristický, hluboce znějící hlas ho předurčoval k práci hlasatele, navíc nejčastěji předčítal výpravné a informační texty, proto je jeho hlas slyšet mimo jiné z reproduktorů budapešťského metra a na nádražích MÁV.

## Kariéra
Narodil se 15. listopadu 1945 v Budapešti. Jeho kariéra začala už když byl miminko, kdy se stal reklamní tváří značky doplňků ovesného sladu Zamako. Když mu bylo jeden a půl roku, rodina se přestěhovala do Keszthely, kde navštěvoval střední školu. Po promoci byl vojákem v městě Kiskőrös. Jeho hlasatelská kariéra mu však začala mnohem později. Szalóczyho hluboký zvučný hlas byl zaznamenán již v mladém věku, a proto byl předurčen k hudební kariéře. Tři roky se vyučil operním pěvcem, ale více se zajímal o scénický zpěv, jazz a blues. S kamarády také založil amatérskou skupinu, ve které hrál na kytaru a zpíval. Později, v letech 1965 až 1970, studoval geografii a biologii na ELTE. Později založil pěveckou skupinu se třemi přáteli s názvem Spirituálé Quartett a objevili se v roce 1968 v Ki mit tud?. Byla mu nabídnuta práce rozhlasového hlasatele, kterou okamžitě přijal. Od té doby byl Szalóczy třicet let hlasatelem maďarského rozhlasu a televize.